# Asin (métro de Séoul)
Asin (hangeul : 아신 ; hanja : 我新) est une station de passage de la ligne Gyeongui-Jungang du métro de Séoul. Elle est située au 23-3, Asinyeok-gil 1-gil, Okcheon-myeon, dans le district de Yangpyeong, sur le territoire de la province Gyeonggi, à l'est de Séoul en Corée du Sud.

## Situation sur le réseau

Plan du réseau du métro de Séoul (2023)